# Alejandro Bernal (Fußballspieler, 1988)
Alejandro Bernal Ríos (* 3. Juni 1988 in Montería) ist ein ehemaliger kolumbianischer Fußballspieler. Der defensive Mittelfeldspieler gewann mit Atlético Nacional die Copa Libertadores 2016 und vier nationale Meistertitel.

## Karriere
Alejandro Bernal begann seine Karriere 2007 bei Deportivo Cali. Anschließend spielte er von 2008 bis 2011 für Independiente Santa Fe, wo er 2009 den kolumbianischen Pokal gewann. Von 2012 bis 2017 war er bei Atlético Nacional aktiv. In dieser Zeit gewann er mehrere Titel, darunter vier Mal die kolumbianischer Meisterschaft und drei Mal den kolumbianischen Pokal. Größter internationaler Erfolg des Klubs war in dieser Zeit der Gewinn der Copa Libertadores 2016, allerdings war Bernal für den Wettbewerb nicht nominiert worden. In diesem Wettbewerb hatte Bernal zwei Jahre zuvor für die schnellste rote Karte gesorgt. Im Spiel gegen den uruguayischen Verein Nacional Montevideo war er bereits nach 27 Sekunden des Feldes verwiesen worden. In dieser Saison war Bernal mit Nacional ins Finale der Copa Sudamericana 2014 gekommen, war dort jedoch dem argentinischen Topklub River Plate unterlegen. 2017 wechselte der Mittelfeldspieler zu América de Cali, bevor er 2019 seine Karriere bei Atlético Bucaramanga ausklingen ließ.

## Erfolge
Independiente Santa Fe
- Kolumbianischer Pokalsieger: 2009

Atlético Nacional
- Kolumbianischer Meister: 2013-I, 2013-II, 2014-I, 2015-II
- Kolumbianischer Pokalsieger: 2012, 2013, 2016
- Sieger der Superliga de Colombia: 2012, 2016
- Sieger der Recopa Sudamericana: 2017